# Heinrich Denzinger
Heinrich Joseph Dominicus Denzinger (Liége, 10 de Outubro de 1819 – 1883) foi um teólogo católico e autor do Enchiridion Symbolorum et Definitionum (Manual de credos e definições) comumente chamado de Denzinger.

## Vida
Em 1831, seu pai, que era um professor da Universidade de Liège, o levou a Würzburg, a terra original da família. Lá ele frequentou o ginásio e estudou filosofia na universidade, onde recebeu o doutorado. Em 1838, ele entrou no seminário de Würzburg, esteve no colégio alemão em Roma, em 1841, foi ordenado presbítero em 1844, e no ano seguinte, obteve uma licenciatura em Teologia. 
Em sua volta para casa, foi primeiramente coadjutor em Hassfurt am Main, tornou-se professor extraordinário de teologia dogmática em Würzburg, em 1848, e professor ordinário de 1854. Ele continuou a ocupar esta posição, apesar da falta de saúde, até a sua morte. Denzinger foi um dos pioneiros da teologia dogmática e histórica (Dogmengeschichte) na Alemanha católica. Na geração após Johann Adam Mohler (d. 1838) e Dollinger (1799-1890) exercidas sobre os seus métodos e ajudou a estabelecer o que era o caráter especial da escola alemã, exata investigação do desenvolvimento histórico da teologia, e não especulações filosóficas sobre os corolários do dogma. 
Ele morreu em 19 de junho de 1883 em Würzburg.

## OEnchiridion Symbolorum
Quase todas as suas obras são importantes para a teologia histórica. A mais conhecida e mais útil é o seu manual Symbolorum et Definitionum (primeira ed., Würzburg, 1854), um manual que contém uma coleção dos principais decretos e definições dos concílios, a lista de proposições condenadas, etc., começando com as mais antigas formas dos credos Apostólicos. A primeira edição continha uma mera coleção de 128 documentos, a sexta edição, a última Denzinger editado por ele, tinha 202. 
Após a morte de Denzinger, o Professor Inácio Stahl continuou o trabalho de re-editar o manual com mais decretos de Leão XIII. Clemens Bannwart, SJ, preparou uma edição revista e ampliada (10a ed., Freiburg), em 1908. 
Desde então, o manual tem sido repetidamente reeditado, com acréscimos consideráveis por diferentes editores. Como resultado, a numeração nas mais recentes edições em nada correspondem às do original. A numeração que estudiosos nas últimas décadas (desde 1963) têm normalmente citado para as entradas que foi introduzida na edição preparada por Adolf Schönmetzer, SJ. Isto explica a sigla "DS" (para "Denzinger-Schönmetzer") usado para especificar esta numeração, muito diferente do que em anteriores edições.
Nas últimas edições foram adicionadas declarações da segunda metade do século XX, incluindo os ensinamentos do Concílio Vaticano II e papas recentes. 
De longe, nem todos os cadastros são conciliares ou papais definições ex cathedra, mas todos eles são considerados de alta autoridade para conhecer a doutrina da Igreja Católica Romana.

## Outras obras
Denzinger também escreveu Ritus Orientalium, Coptorum, Syrorum et Armenorum (2 vols., Würzburg, 1863-1864), um longo tratado sobre ritos orientais; Vier Bücher von der religiösen Erkenntniss (2 vols., Würzburg, 1856-1857), Über die Aechtheit des bisherigen Textes der Ignatianischen Briefe (Würzburg, 1849), Die spekulative Théologie Günthers (Würzburg, 1853). Ele também escreveu uma série de curtos tratados, em Philo Judaeus (1840, seu primeiro trabalho), sobre a Imaculada Conceição (1855), e a infalibilidade papal (1870). No momento da sua morte, estava preparando um completo compêndio de teologia dogmática. 
Ele editou uma série de obras teológicas: Habert, theologia Graecorum Patrum vindicata circa materiam gratiae (1853); De Rubeis, De peccato originali, (1857); P. Marani, Divinitas DN Jesu Christi (1859). Foi nomeado consultor da propaganda de ritos orientais, em 1866.

## Edições disponíveis do Denzinger
- texto em português
- texto latino - documentos até 1957
- tradução francesa - documentos até 1959
- tradução inglesa documentos até 1950